# BCS理論
BCS理論（ビーシーエスりろん、BCS theory、Bardeen Cooper Schrieffer）とは、1911年の超伝導現象発見以来、初めてこの現象を微視的に説明した理論。1957年に米国、イリノイ大学のジョン・バーディーン、レオン・クーパー、ジョン・ロバート・シュリーファーの三人によって提唱された。三人の名前の頭文字からBCSと付けられた。この理論のモデルによると超伝導転移温度や比熱などが、式により表される。三人はこの業績により1972年のノーベル物理学賞を受賞した。

## 概要
1911年、カマリン・オンネスによって発見された超伝導は、その後多くの研究者の注目を浴び、数多くの実験的、理論的研究がなされた。しかしながら、実験面では多くの成果が得られた半面、理論的な面での解明は遅々として進まなかった。1950年には超伝導体の同位体で転移温度が異なることが発見された。これに着目したJ.バーディーン（当時、ベル研究所、のちにイリノイ大学教授）は、直感的にフォノン（格子振動）に超伝導の原因があるとし、研究を進めた。1956年バーディーンがイリノイに招聘したL.クーパーが、フォノンを媒介とする電子対ではエネルギーが下がることを発見した。続いて、J.バーディーン教授の大学院生であったJ.シュリーファーが超伝導状態を表す波動関数を導いて、解明の土台を築いた。そしてカマリン・オンネスの発見から40年以上経った、1957年、バーディーン、クーパー、シュリーファーの三人によって提唱された超伝導を説明する理論（BCS理論）により一応の決着を見た。ボーズ-アインシュタイン凝縮と超伝導は、ボゴリューボフによって示されたいわゆるボゴリューボフ変換を通して、同時に解明することができる。
超伝導状態を実現するためには電子系が何らかの凝集状態にある必要がある。しかし、電子はフェルミ粒子であり、パウリの排他律からくる制限により、そのままでは凝集できない。
超伝導状態を実現するためには、電子がペア（対）となってボソン化し、最低エネルギー状態に集団で凝縮（ボース凝縮とみなせる状態）する必要がある。このためには、電子同士がお互い斥力を及ぼし合う状態から、何らかの有効な引力が電子同士に働く状態になる必要がある。
BCS理論では電子-格子相互作用を介して電子同士がフォノンを仮想的に交換（或いはフォノンを介して運動量を交換）することによって、電子同士に引力が働くと考える。この引力によって生じる電子対（スピンは互いに逆向き、かつ対の全運動量がゼロ）をクーパー対（クーパーペア）と言う。
この引力的な相互作用が効きうる範囲は、フォノンと関わりの深いデバイ振動数を{\displaystyle \omega _{D}}とし、そのデバイエネルギーを{\displaystyle \hbar \omega _{D}}とすると、フェルミエネルギー{\displaystyle \epsilon _{F}}を基準とし、上下{\displaystyle \hbar \omega _{D}}の範囲内と考えられる。この時、金属では通常、{\displaystyle \epsilon _{F}\gg \hbar \omega _{D}}である。

## 内容
単純な金属を考え、伝導電子は電子ガス模型で記述できるとする。電子間に有効的な引力 ({\displaystyle -g,g>0}) が存在すると考え、引力の働く状態を記述する電子ガスのハミルトニアンは、系の体積を{\displaystyle V}として、
{\displaystyle H=\sum _{\mathbf {k} ,\sigma }\epsilon _{\mathbf {k} }c_{\mathbf {k} \sigma }^{\dagger }c_{\mathbf {k} \sigma }-{g \over V}{\sum _{\mathbf {k} ,\mathbf {k'} ,\mathbf {q} }}'c_{\mathbf {k} +\mathbf {q} \uparrow }^{\dagger }c_{-\mathbf {k} \downarrow }^{\dagger }c_{-\mathbf {k} '\downarrow }c_{\mathbf {k} '+\mathbf {q} \uparrow }}
となる。{\displaystyle \sigma }はスピンの{\displaystyle \uparrow }、{\displaystyle \downarrow }の指標。{\displaystyle c^{\dagger }}は生成演算子、{\displaystyle \,c}は消滅演算子である。和{\displaystyle \textstyle \sum '}は{\displaystyle \epsilon _{F}}を挟んだ{\displaystyle 2\hbar w_{D}}の範囲内のみで和を取ることを意味する。また、
{\displaystyle \epsilon _{\mathbf {k} }={\hbar ^{2}k^{2} \over {2m}}-\mu }
である（一電子状態のエネルギー←運動エネルギーの形になっている）。{\displaystyle m}は電子の質量、{\displaystyle \mu }は化学ポテンシャルである。尚、フェルミエネルギーを
{\displaystyle \epsilon _{F}=\epsilon _{\mathbf {k} }=0}
として、エネルギーの原点とみなす。
常伝導状態の最低エネルギー状態の波動関数、{\displaystyle |\phi _{0}\rangle }は、電子間に有効的な引力の働く{\displaystyle -g}の存在下では最早最低のエネルギー状態でなくなる。この状態（＝超伝導状態）は、以下に示す変分波動関数、
{\displaystyle \left|\phi _{\rm {BCS}}\right\rangle =\prod _{\mathbf {k} }(u_{\mathbf {k} }+v_{\mathbf {k} }c_{-\mathbf {k} \downarrow }^{\dagger }c_{\mathbf {k} \uparrow }^{\dagger })\left|{\rm {vacuum}}\right\rangle }
を解くことによって求められる。{\displaystyle |\mathrm {vacuum} \rangle }は真空状態、{\displaystyle u_{\mathbf {k} }}、{\displaystyle v_{\mathbf {k} }}は変分パラメータであり、
{\displaystyle u_{\mathbf {k} }{u_{\mathbf {k} }}^{*}+v_{\mathbf {k} }{v_{\mathbf {k} }}^{*}=1}
という制限が課されている。変分の結果、{\displaystyle g}がどんなに小さくても、{\displaystyle |\phi _{\mathrm {BCS} }\rangle }は、{\displaystyle |\phi _{0}\rangle }よりエネルギーが下がることが示せる。また{\displaystyle u_{\mathbf {k} }}、{\displaystyle v_{\mathbf {k} }}全ての複素数位相は等しくなる。
尚、
{\displaystyle \left\langle \phi _{\rm {BCS}}|c_{\mathbf {k} \uparrow }c_{-\mathbf {k} \downarrow }|\phi _{\rm {BCS}}\right\rangle ={u_{\mathbf {k} }}^{*}v_{\mathbf {k} }\neq 0}
が超伝導状態となる条件である。

## エネルギーギャップの存在
超伝導の特徴は、励起に対してエネルギーギャップが存在することである（注：ギャップレス、つまりギャップの存在しない場合もある）。ただ、これは半導体、絶縁体におけるバンドギャップとは異なり、ギャップの存在に関わらず、超伝導状態では永久電流が流れる。このギャップの存在により、超伝導状態は非磁性な不純物による散乱などの影響を受け難くなっている。

## 金属超伝導
| 元素 | Tc (K) |
| ---- | ------ |
| Al   | 1.20   |
| Hg   | 4.15   |
| Mo   | 0.92   |
| Nb   | 9.26   |
| Pb   | 7.19   |
| Sn   | 3.72   |
| Ta   | 4.48   |
| Ti   | 0.39   |
| V    | 5.30   |
| Zn   | 0.88   |

## 高温超伝導に関して
BCS理論から予想される超伝導転移温度の上限は、およそ30 - 40 K（ケルビン）と考えられている（注：もっと高くなり得ると主張する研究者もいる）。従って、2003年時点では、液体窒素温度よりも更に高い超伝導転移温度を示す高温超伝導を、BCS理論の枠内だけで説明することは多くの研究者は不可能と考えている。電子がクーパー対をつくりボース凝縮していることは確かだが、その駆動力がBCS理論のようにフォノン（電子‐格子相互作用）だけとは考えられていない。ただ現在提案されている理論によって軽重の差があるが、フォノンも高温超伝導を引き起こす機構に何らかの関わりを持っていると考えられている。
高温超伝導における電子間の引力を引き起こす（つまりクーパー対を作る）駆動力としてはスピンのゆらぎ（或いはマグノン）などが挙げられる。
- 関連用語: ボゴリューボフ変換